# Imma acosma
Imma acosma är en fjärilsart som beskrevs av Turner 1900. Imma acosma ingår i släktet Imma och familjen Immidae. Inga underarter finns listade i Catalogue of Life.